# Mohlakeng
Mohlakeng est un township situé à l’ouest de Johannesbourg, dans le Gauteng en Afrique du Sud.